# Дятлино (Дмитровський міський округ)
Дя́тлино (рос. Дятлино) — присілок у складі Дмитровського міського округу Московської області, Росія.

## Населення
Населення — 21 особа (2010; 17 у 2002).
Національний склад (станом на 2002 рік):
- росіяни — 94 %